# 迦陵頻伽

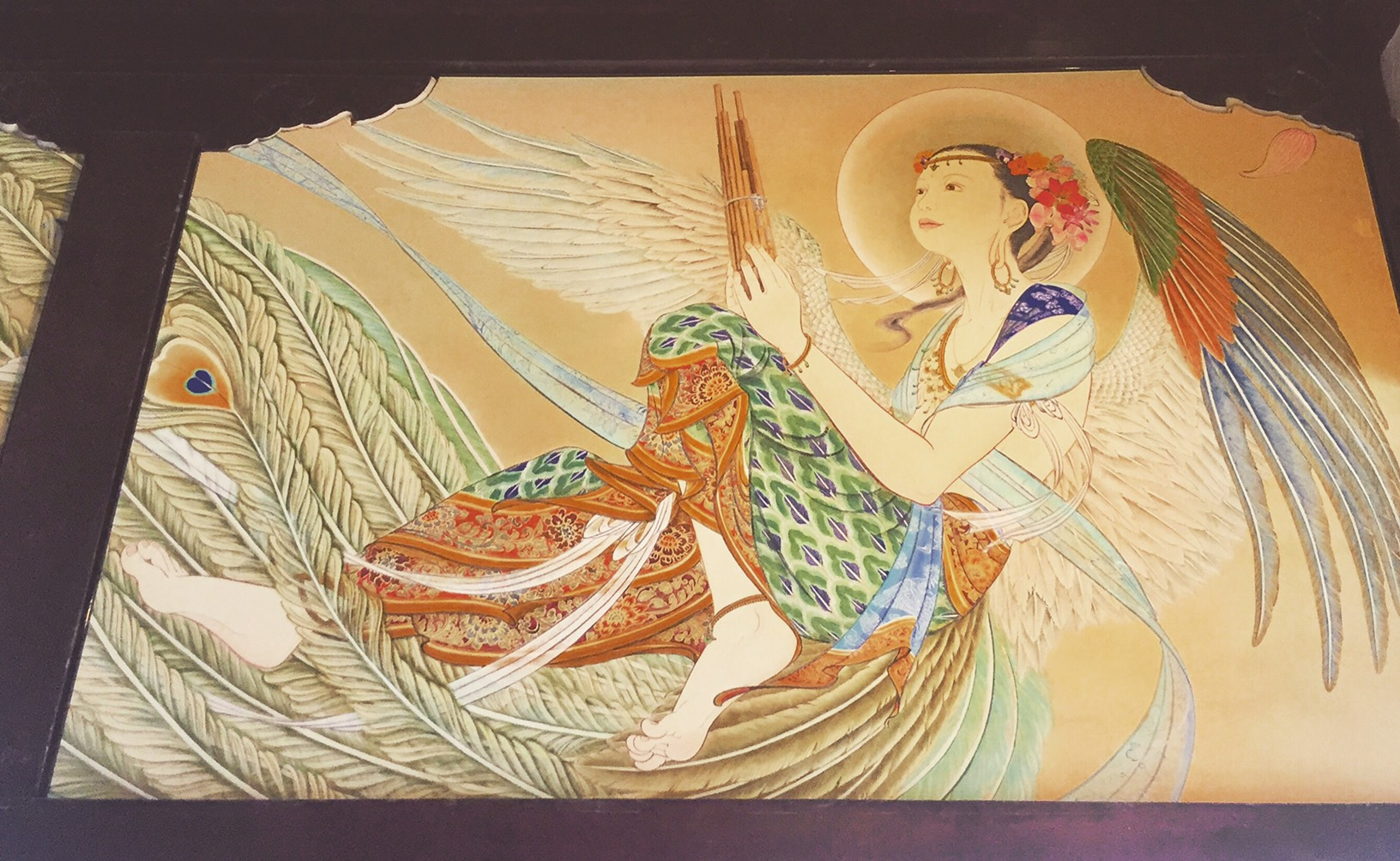
『阿弥陀経変相』に描かれた迦陵頻伽

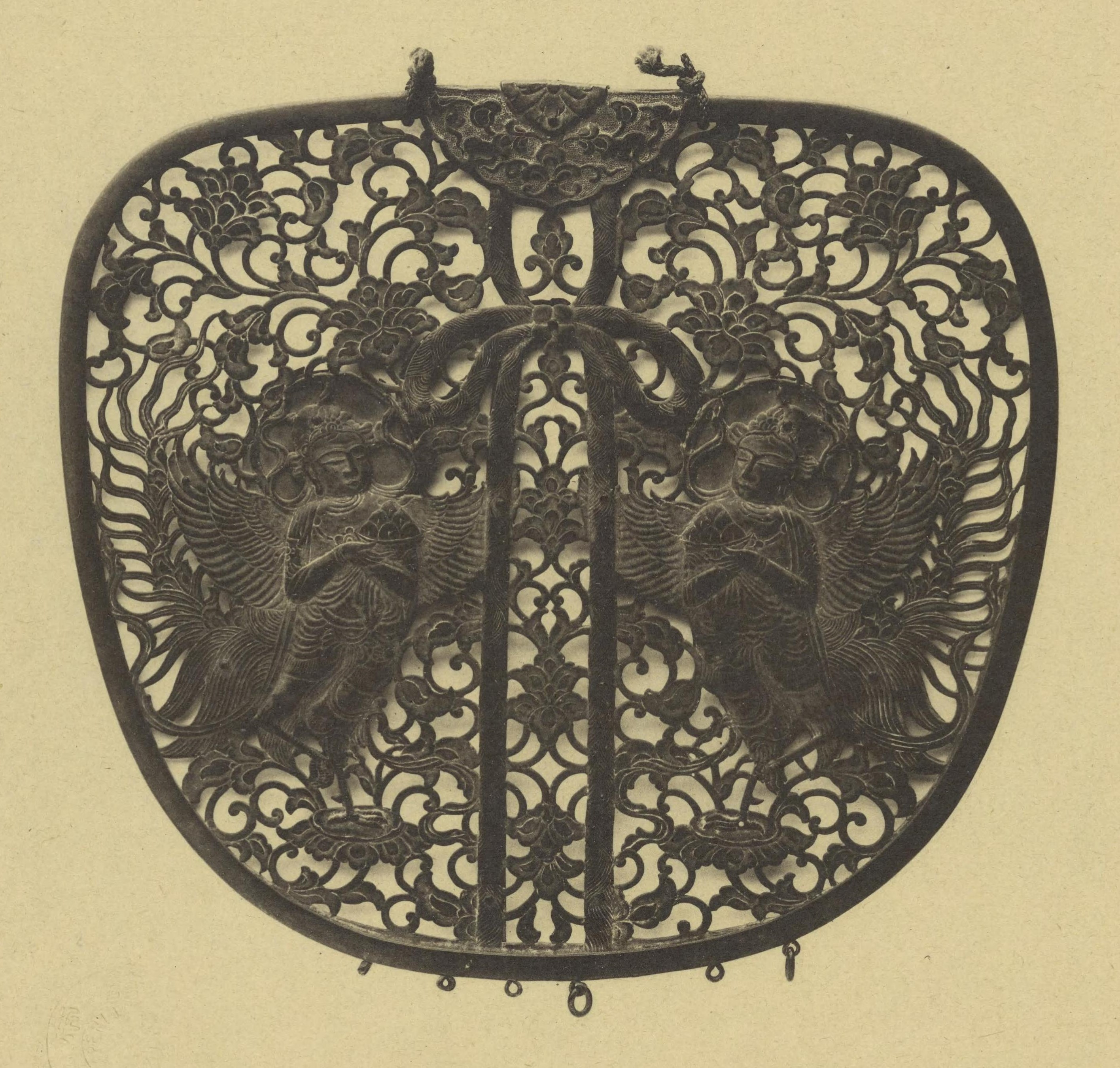
迦陵頻伽文の金銅華鬘（国宝、中尊寺）

迦陵頻伽（かりょうびんが、迦陵頻迦、迦陵嚬伽）は上半身が人で、下半身が鳥の仏教における想像上の生物。サンスクリットのカラヴィンカ(kalaviṅka)の音訳。『阿弥陀経』では、共命鳥とともに極楽浄土に住むとされる。
殻の中にいる時から鳴きだすとされる。その声は非常に美しく、仏の声を形容するのに用いられ、「妙音鳥」、「好声鳥」、「妙声鳥」、「逸音鳥」、「妙声鳥」とも意訳される。また、日本では美しい芸者や花魁（おいらん）、美声の芸妓を指してこの名で呼ぶこともあった。
一般に、迦陵頻伽の描かれた図像は浄土を表現していると理解され、同時に如来の教えを称えることを意図する。中国の仏教壁画などには人頭鳥身で表されるが、日本の仏教美術では、有翼の菩薩形の上半身に鳥の下半身の姿で描かれてきた。敦煌の壁画には舞ったり、音楽を奏でている姿も描かれている。

## 描かれている場所

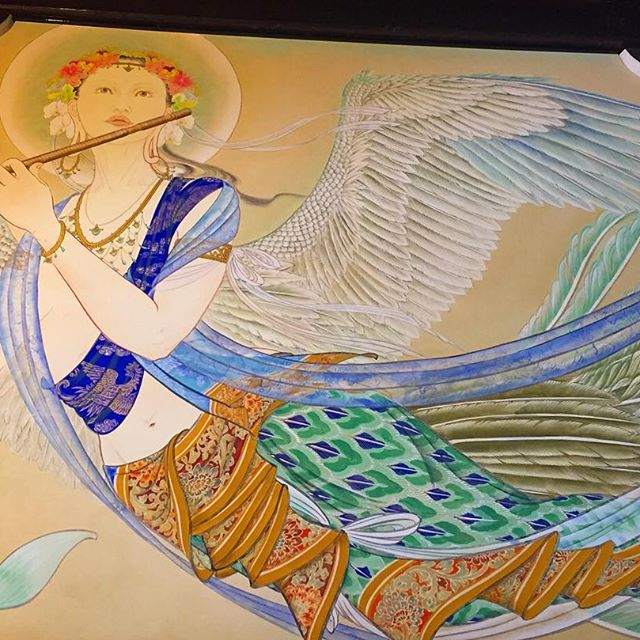
迦陵頻伽の壁画（大阪市平野区・専念寺）

- 大徳寺（京都）内に千利休が建立した金毛閣の中に長谷川等伯の筆になる秀逸な迦陵頻伽図がある。
- 群馬県渋川市伊香保町水沢214の水澤観音の本堂正面右側天井画に凶暴な鷲の爪をもった天女の図があるが、作者は不明。
- 岐阜県各務原市鵜沼宝積寺町に日本最初の国際女優川上貞、芸名川上貞奴、通称「貞奴」が晩年に建てた萬松園という別荘がある。命名者は伊藤博文。火曜日午前のみの公開で、特に仏間は非公開であるが、外から眺めることは許されている。その天井に艶やかな迦陵頻伽が描かれている。
- 東福寺（京都）三門楼上天井図に描かれている。
- 知恩院、妙心寺（京都）の三門楼上の天井画にも描かれている（通常は非公開・特別なときだけ公開）
- 神奈川県三浦市の妙音寺には秀逸な石仏がある。
- 大阪府大阪市平野区の専念寺では日本一綺麗な迦陵頻伽を見ることできる[1]
- 大阪府大阪市天王寺区城南寺町の誓安寺の本堂には、江戸時代の極彩色で描かれた、大きな迦陵頻伽と天人の壁画が描かれている（通常非公開・彼岸会など法要の際に拝見可能）[2]

## その他

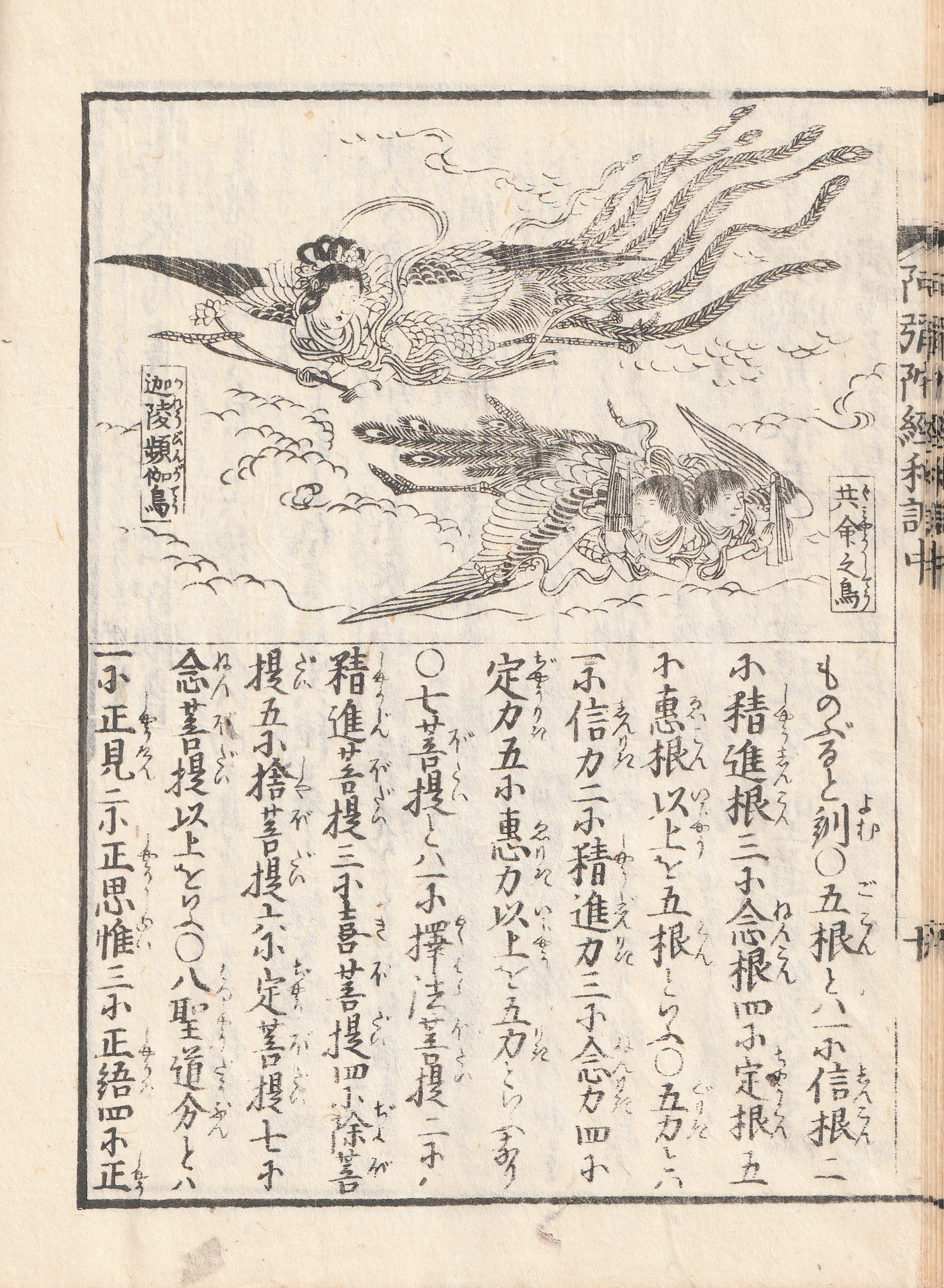
極楽浄土の迦陵頻伽と共命鳥（ぐみょうちょう）。『阿弥陀経和訓図会』（1864年刊）の挿絵

- 迦陵嚬伽岡（迦陵嚬伽の丘） - 岩手県一関市千厩町にある標高215mの丘。迦陵頻伽がこの地の老松で翼を休めていたのを巡行中の僧侶が目撃したと伝えられている。
- 迦陵頻（かりょうびん） - 仏教行事の舞楽。迦陵頻伽の舞を表現しており、蝶をモチーフとした胡蝶と対で舞われる（「番舞（つがいまい）」と呼ばれる）。
- 1962年11月1日発行の「第3次動植物国宝切手」、次いで1966年7月1日発行の「新動植物国宝図案切手」（ローマ字入り）（凹版）、さらに1972年4月10日発行の「新動植物国宝図案切手」（灰）の120円切手の図案（三種類で色や印刷方法が異なる）として、中尊寺金色堂の華鬘（けまん）[3]に描かれた迦陵頻伽が採用された。